# Évangéliste technologique
Pour les articles homonymes, voir Évangéliste.
Un évangéliste technologique (terme traduit de l'anglais « technology evangelist » par certaines entreprises) est une personne qui essaye de rassembler une masse critique de personnes adhérant à une technologie, dans le but de la consacrer comme standard, au sein d'un marché dépendant de l'effet de réseau. 

## Terminologie
Le terme est popularisé au début des années 1980 par Mike Boich (en), promoteur de l'ordinateur Macintosh d'Apple.
Ce terme est dérivé d'"évangéliste" pour sa similarité dans le démarche de recherche de nouveaux fidèles et l'aspect idéologique associé à la diffusion de masse d’un message.

## Généralités
Les évangélistes technologiques professionnels sont souvent employés par des sociétés qui cherchent à faire de leurs technologies propriétaires des standards de facto ou, au contraire, à participer dans l'élaboration de standards ouverts. 
Les évangélistes technologiques peuvent agir, officiellement ou non, pour le compte d'une société ou d'une organisation, ou encore par engagement personnel, par exemple pour la promotion des logiciels libres. Un évangéliste fait la publicité d'un produit ou d'une technologie par des conférences, des articles, un blog, des événements d'utilisateurs ou des démonstrations. 
Dans certaines entreprises, le terme anglais « evangelist » peut devenir occasionnellement le surnom, voire le nom d'un poste. Le travail est souvent lié de près aux ventes mais demande des compétences liées au marketing technologique et aux méthodes pour convaincre un acheteur potentiel de renouveler ses solutions. l'évangélisation technologique désigne parfois le rôle d'un employé interne à une grande organisation et chargé d'encourager de nouvelles méthodes de travail.
L'aspect marketing du rôle d'évangéliste a été fortement influencé par Geoffrey Moore et ses livres sur le « technology adoption life cycle (en) ». En novembre 2006, une organisation professionnelle nommée Global Network of Technology Evangelists a été fondée par des évangélistes technologiques issus de Microsoft, Sun Microsystems et Yahoo!.

## Exemples
Parmi les évangélistes connus dans le monde commercial, on retrouve Vint Cerf (Google) Jeff Barr (Amazon.com), Don Box (ActiveX), Guy Kawasaki, Alex St. John (en) (DirectX) et Robert Scoble (dans son rôle précédent au sein de Microsoft). Dans le monde du logiciel libre, on peut penser à Mark Shuttleworth et, plus anciennement, Richard Stallman.
L'essor des blogs (années 2000) a fait apparaître des évangélistes francophones, comme Tristan Nitot.